# برج السفير

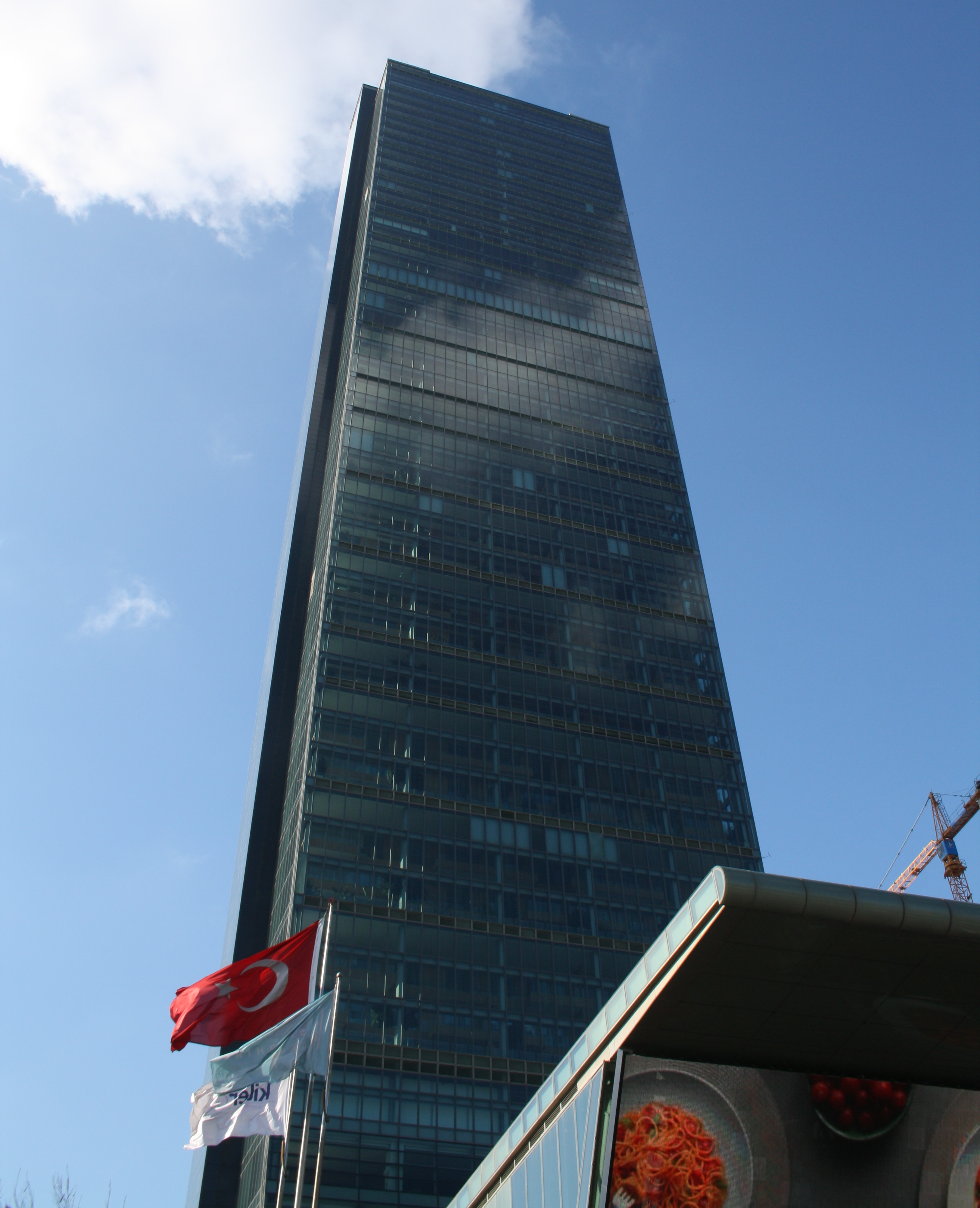
برج السفير

برج السفير ناطحة سحاب، واعتبارا من عام 2011، أصبحت أطول مبنى في إسطنبول وتركيا، وتقع في الحي التجاري بوسط دورت لفنت. وسوف تُصبح في المركز الثاني بعد الانتهاء من الماس من الأبراج الثلاثية في إسطنبول. وهي أول ناطحة سحاب ايكولوجية في البلاد. تتكون من 54 طابقا فوق مستوى سطح الأرض، وويبلغ ارتفاعها 238 متر فوق سطح الأرض (المبنى يحتوي على الارتفاع الإجمالي الهيكلي من 261 متر بما في ذلك المستدقة، والتي هي جزء من التصميم وليس هوائي لراديو).